# Требишница
Требишница (на сръбски: Требишњица; на хърватски: Trebišnjica) е реката на източна Херцеговина и протича през територията на Босна и Херцеговина, Хърватия и Черна гора.
Реката има дължина от 187 km, включващи 98 км над земята и 89 км подземна част, т.е. понорна. Тя е една от най-дългите подземни реки в света. Подземната река протича в динарския карст, образувайки сложна мрежа от потоци.
На реката се намира град Требине.
Реката се разделя на две подобно на Бояна, единия ѝ ръкав се влива в залива край Дубровник, а втория ръкав - в река Неретва.
Реката се използва за напояване. В Черна гора, на левия бряг на Требишница се намира голямата пещера Червената стена с артефакти от преди около 16 хиляди години преди Христа.